# Ismail al-Azhari
Ismail al-Azhari (20. října 1900 – 26. srpna 1969) byl súdánský politik. Premiér Súdánu v letech 1954–1956 a prezident v letech 1965–1969.

## Život
Vystudoval matematiku na Americké univerzitě v Bejrútu. Na konci třicátých let se zařadil mezi radikální nacionalistické politiky, kteří žádali svržení britského koloniálního panství a vytvoření společného státu s Egyptem. Tato skupina se roku 1943 zformovala ve stranu Ashiqqa ("Bratři"), první politickou stranu v historii Súdánu. Ta byla podporována muslimskou náboženskou organizací Khatmiyya, jednou ze dvou klíčových v zemi. (Druhá, mahdistická skupina, začala roku 1945 podporovat stranu Umma, kterou založili umírněnější politici). V letech 1948–1949 byl Azhari za svou politickou činnost vězněn. Roku 1952 se v Egyptě uskutečnila revoluce, která svrhla krále Farúka I., hlavního propagátora spojení Egypta a Súdánu – noví vládci Egypta této myšlence byly nakloněni mnohem méně. Pád Farúka oslabil i pozici Azhariho v jeho vlastní straně. Se skupinou věrných se tedy odtrhl a přešel s nimi do Národní unionistické strany (dnes Demokratické unionistické strany, arabsky Al Hizb Al-Ittihadi Al-Dimuqrati).
Ve volební kampani roku 1953 vystupňoval protibritskou rétoriku a s ní volby také vyhrál. Roku 1954 se stal premiérem. Poměrně nečekaně během následujícího období změnil svůj dosavadní postoj, přestal podporovat sjednocení s Egyptem a vyhlásil roku 1956 súdánskou nezávislost. Za své vlády ovšem nevyřešil problém charakteru politického režimu. Umma prosazovala prezidentský systém, Azhari parlamentní, se silným premiérem, dle britského vzoru, ale plně svůj názor neprosadil. Až do 70. let tak nebylo zřejmé, zda hlavní exekutivní pozici má prezident či premiér. Svou represivní politikou na jihu země (křesťanském) také zahájil vleklý spor, nezřídka v budoucnu propukávající v občanskou válku jihu proti severu (muslimskému). Azhariho politický pád nastal tehdy, když ztratil podporu bratrstva Khatmiyya, jehož příslušníci se roku 1956 rozhodli založit vlastní Lidově-demokratickou stranu. Roku 1961 pak musel odejít dokonce do exilu, když se moci chopila vojenská junta. Po jejím pádu byl zvolen prezidentem, v té chvíli však šlo spíše o symbolickou funkci. Sesadil ho z ní další vojenský převrat.